# Caixa d'Estalvis de la Sagrada Família
La Caixa d'Estalvis de la Sagrada Família va ser una caixa d'estalvis catalana, creada el 1926 i desapareguda el 1979.
Va ser fundada el 1926 per Ramon Balcells i Masó, com a continuació de la Caixa Social del Patronat Social Escolar d'Obreres del Poblet, sota l'empara del Bisbat de Barcelona.
Estava afiliada a la Confederació Espanyola de Caixes d'Estalvis Benèfiques i a la Federació de Caixes d'Estalvis Catalano-Balear.
Tingué la seu central al carrer Provença 389 i a la Via Laietana 75, fins que el febrer de 1969 es va traslladar definitivament al carrer Rivadeneyra 6, sempre dins la ciutat de Barcelona
El 1979 va desaparèixer, en ser absorbida per la Caixa d'Estalvis i Mont de Pietat de Barcelona., atès que les dues operaven només en l'àmbit de Barcelona.